# Kočapar
Kočapar (Servisch: Кочапар) was de zoon van Radivoje en kleinzoon van Mihailo Vojislavljević. Hij werd door Vukan van Raška als koning van Dioclitië aangesteld en door dezelfde ook afgezet. Kočapar huwde de dochter van de Bosnische ban om er invloed te winnen. Met Bosnië wilde hij ook een alliantie vormen tegen Raška, om te strijden voor de hegemonie binnen Servië. Deze werd al snel verbroken, en Raška werd het leidinggevende gebied. Kočapar was koning van 1101 tot 1102.